# Ралли «Дакар-2024»
Ралли «Дакар» 2024 года — ралли-рейд, проводившийся в Саудовской Аравии. Это было 46-е ралли Дакар, организованно спортивной организацией Amaury (ASO), и в 5-й раз Саудовская Аравия принимала это мероприятие. Мероприятие проходило с 5 по 19 января 2024 года. Третий год подряд оно также стало первым этапом чемпионата мира по ралли-рейдам 2024 года. Схема маршрута гонки была представлена 3 июня 2023 года. В этом году маршрут начнется в Аль-Уле, пересечёт Пустой квартал и завершится в Янбу. Формат гонки состоит из пролога и 12 этапов, включая 48-часовой марафонский этап, получивший название «48-часовой хроно-этап», который будет охватывать более 600 км с полуночной остановкой. Этап марафона нового формата будет включать ограничение по времени для остановки в 16:00 и старта на следующий день в 7:00. По сравнению с предыдущим маршрутом на 60 % будут представлены новые трассы, включающие 5000 километров спецучастков.

## График
- 3 июня — 20 октября 2023: Регистрация[2]
- Конец ноября 2023: Пресс-конференция
- 1 декабря 2023: Технический осмотр и погрузка автомобилей в Барселоне.
- 1 января 2024: Разгрузка техники в Янбу.
- 5 января 2024: Стартовый подиум и этап пролога.
- 6 января 2024: Старт гонки.
- 19 января 2024: Финиш гонки и финиш на подиуме.

## Список участников
13 декабря 2023 года ASO объявило список участников.

## Этапы
Маршрут Дакара 2024 года был объявлен 20 ноября 2023 года, его общая протяженность составляет 7891 км (4903 мили) и состоит из спецучастков протяженностью 4727 км (2937 миль). В гонке предусмотрен новый двухдневный марафонский этап, где всем участникам необходимо будет остановиться на ближайшем бивуаке после 16:00. Будет установлено 8 бивуаков, водители не будут иметь контакта со своими командами, но им будет разрешено работать на других транспортных средствах.

## Инциденты

#### Этап 1
- Незадолго до старта первого этапа французский гонщик Лионель Бо столкнулся с российским зрителем на участке, далеком от отведенной организаторами гонки зрительской зоны. В категории автомобилей этап был ненадолго остановлен, а зритель был эвакуирован в больницу, где ему диагностировали перелом голени и малоберцовой кости в результате удара.[6]

#### Этап 2
- Ближе к концу второго этапа испанский мотоциклист Карлес Фалькон попал в серьёзную аварию. Директор гонки Дэвид Кастера сообщил, что медики сначала обнаружили Фалькона без пульса, а затем его реанимировали и доставили по воздуху в больницу в Аль-Давадми в тяжелом состоянии. По прибытии в больницу у Фалькона обнаружили перелом позвонка C2 и отек мозга. Из-за полученных травм Фалькон впал в искусственную кому. Исаак Фелиу, товарищ по команде Фалькона, отказался от участия в ралли после аварии.[7] Фалькон скончался от полученных травм 15 января. Ему было 45 лет.[8]